# Mortimer von Kessel

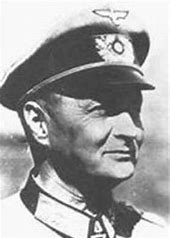
Mortimer von Kessel

Guido Ernst Alfred Constantin Mortimer von Kessel (* 25. Mai 1893 in Arnswalde; † 8. Januar 1981 in Goslar) war ein deutscher Offizier, zuletzt General der Panzertruppe im Zweiten Weltkrieg.

## Leben
Mortimer von Kessel entstammte dem thüringischen Adelsgeschlecht von Kessel, seine Eltern waren der Hauptmann a. D. und kaiserliche Postdirektor Constantin von Kessel und Julie Freiin von Buddenbrook, selbst Tochter eines Offiziers und Kammerherrn. Er begann seine Militärkarriere am 1. August 1914, als er zu Beginn des Ersten Weltkriegs als Fahnenjunker in das Thüringische Husaren-Regiment Nr. 12 der Preußischen Armee eintrat. Am 22. März 1915 wurde er zum Leutnant befördert und fungierte ab September 1916 als Regimentsadjutant in seiner Stammeinheit.
Nach dem Krieg wurde er in die Reichswehr übernommen und diente im 10. (Preußisches) Reiter-Regiment. Vom 1. Oktober 1926 bis 31. Januar 1928 war er hier Regimentsadjutant und anschließend bis 30. September 1933 Chef der 3. Eskadron in Züllichau.
Mortimer von Kessel diente im Zweiten Weltkrieg als Kommandeur der 20. Panzer-Division an der Ostfront und erhielt in dieser Zeit das Ritterkreuz des Eisernen Kreuzes. In der Endphase des Krieges führte er ab 27. Dezember 1944 als Kommandierender General das VII. Panzerkorps. Von Kessel befand sich vom 2. Mai 1945 bis 5. Juni 1947 in US-amerikanischer Kriegsgefangenschaft.
Mortimer von Kessel war mit Dorothee von Kessel verheiratet. Das Ehepaar hatte drei Kinder, u. a. Mortimer von Kessel (1928–1986), Träger des Bundesverdienstkreuzes 1. Klasse, welcher der Vater des Erfurter Domorganisten Silvius von Kessel ist, und Immo von Kessel (1934–2011), der als Jurist unter anderem Generalkonsul für die Bundesrepublik Deutschland in Boston und Lille, und von 1996 bis 1999 Deutscher Botschafter in der Dominikanischen Republik war. Immo von Kessel ist der Vater der Schauspielerin Sophie von Kessel und der Fernsehreporterin Julie von Kessel.

## Auszeichnungen
- Eisernes Kreuz (1914) II. und I. Klasse[5]
- Ritterkreuz II. Klasse des Hausordens vom Weißen Falken mit Schwertern[5]
- Spange zum Eisernen Kreuz II. und I. Klasse
- Ritterkreuz des Eisernen Kreuzes mit Eichenlaub[6]
  - Ritterkreuz am 28. Dezember 1943
  - Eichenlaub am 16. Oktober 1944 (611. Verleihung)